# Hieracium aczelmanicum
Hieracium aczelmanicum es una especie de planta con flor del género Hieracium, de la familia Asteraceae, orden Asterales.

## Distribución
Hieracium aczelmanicum se distribuye por Siberia.

## Taxonomía
Fue descrita científicamente por Schischk. & Sergievsk. Fue publicada en Sist. Zametki Mater. Gerb. Krylova Tomsk. Gosud. Univ. Kuybysheva 1949(1-2): 19 (1949).